# Eburia ribardoi
Eburia ribardoi là một loài bọ cánh cứng trong họ Cerambycidae.